# Medina (Washington)
Medina is een plaats (city) in de Amerikaanse staat Washington, en valt bestuurlijk gezien onder King County. Medina ligt aan Lake Washington.

## Demografie
Bij de volkstelling in 2000 werd het aantal inwoners vastgesteld op 3011.
In 2006 is het aantal inwoners door het United States Census Bureau geschat op 3081, een stijging van 70 (2.3%).

## Geografie
Volgens het United States Census Bureau beslaat de plaats een oppervlakte van
12,4 km², waarvan 3,7 km² land en 8,7 km² water.

## Plaatsen in de nabije omgeving
De onderstaande figuur toont nabijgelegen plaatsen in een straal van 8 km rond Medina.